# Jofa
Jofa (стилизованно JOFA; первоначально — сокращение от Jonssons Fabriker, фабрика Йонссона) — производитель спортивного инвентаря для таких видов спорта, как хоккей, бенди и верховая езда. Штаб-квартира компании находится в городе Малунг, Швеция.

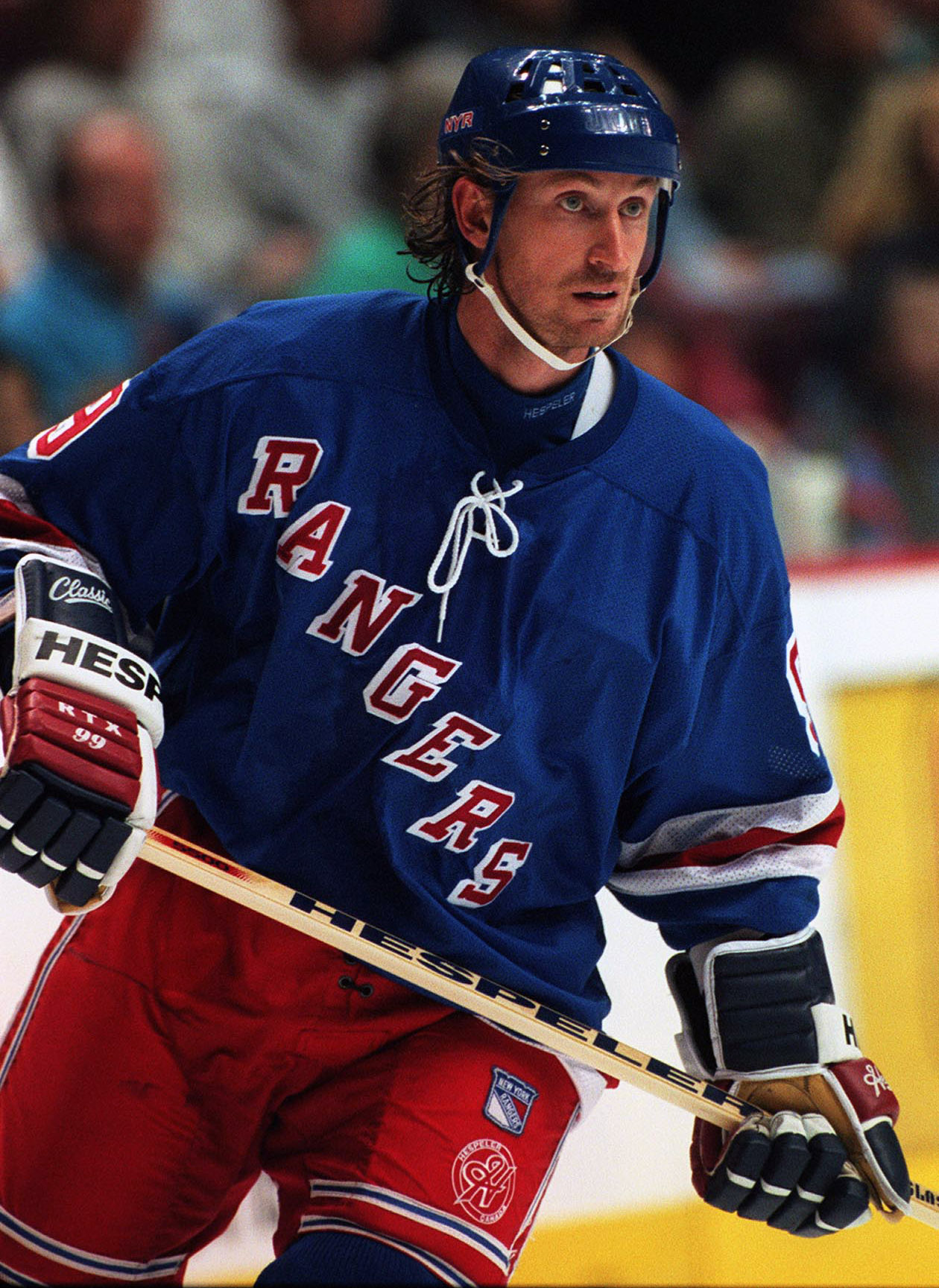
Уэйн Гретцки в шлеме Jofa 235. 1997 год

## История
Нисс Оскар Йонссон основал компанию Jofa в 1926 году. Её можно считать детищем кожевенной промышленности в Малунге; первые изделия компании были сделаны из отходов кожевенного производства, а первая фабрика располагалась на старом кожевенном заводе.
Во время Второй мировой войны компания Jofa выросла благодаря большим заказам на палатки и униформу для шведских военных.
Jofa была дочерней компанией Volvo в 1973—1985 годах, а в 1989 году компания была приобретена Karhu Canada Inc. С 2004 года Jofa является частью Reebok.
Нисс-Оскар Йонссон, основатель Jofa, умер в 2002 году в возрасте 92 лет.

## Бенди
Jofa производит инвентарь для бенди, такой как хоккейные клюшки, мячи, одежду и шлемы.

## Хоккей
Первый шаг к их наиболее успешному продукту был сделан в 1963 году, когда фирма начала производить хоккейные шлемы. Они также изготовили другое оборудование для хоккея с шайбой, такое как ледовые коньки и хоккейные клюшки. Список известных игроков НХЛ, использовавших шлемы Jofa, включает в себя таких звёзд, как Уэйн Гретцки, Харламов, Яромир Ягр, Марио Лемьё, Марти Максорли, Клод Лемьё, Матс Сундин, Маркус Неслунд, Питер Форсберг, Фил Хаусли, Теему Селянне, Даниэль Седин и его брат Хенрик Седин.
Reebok прекратил использование бренда Jofa на своем хоккейном оборудовании в пользу своих основных брендов CCM и Rbk. Бренд Rbk, впоследствии был изменён на Reebok Hockey.
Несмотря на то, что с момента выкупа Reebok не производил хоккейную технику, Теему Селянне был единственным игроком в НХЛ, который продолжал носить шлем Jofa: Jofa 366 с логотипом Jofa, затемнённым из-за истекшего лицензионного соглашения с НХЛ. После ухода Селянне из команды после поражения «Уток» в Плей-офф Кубка Стэнли 2014 года, в НХЛ больше нет игроков, которые носят шлем Jofa.